# Moniliella pollinis
Moniliella pollinis är en svampart som först beskrevs av Hennebert & Veracht., och fick sitt nu gällande namn av de Hoog & E. Guého 1984. Moniliella pollinis ingår i släktet Moniliella, klassen Tremellomycetes, divisionen basidiesvampar och riket svampar.   Inga underarter finns listade i Catalogue of Life.